# ریچارد اورتون
ریچارد اُوِرتون (به انگلیسی: Richard Arvin Overton)‏ (۱۱ مهٔ ۱۹۰۶ – ۲۷ دسامبر ۲۰۱۸) مسن‌ترین کهنه‌سرباز جنگ جهانی دوم و مسن‌ترین مرد در ایالات متحدهٔ آمریکا بود که ۲۷ دسامبر ۲۰۱۸ در ۱۱۲ سالگی در تگزاس درگذشت. باراک اوباما، رئیس‌جمهوری وقتِ آمریکا، در سال ۲۰۱۳ به مناسبت روز کهنه‌سربازان از او قدردانی کرد. او زادهٔ سال ۱۹۰۶ بود و بیشتر زندگی خود را در شهر آستین تگزاس گذراند و در سال ۲۰۱۷، به مناسبت ۱۱۱ سالگی‌اش، شورای شهر آستین خیابانی را که او هفتاد سال در آن زندگی می‌کرد، به نام «خیابان اُوِرتون» نامگذاری کرد.